# Lijst van grafkelders van het huis Nassau
Hieronder volgt een lijst van grafkelders en praalgraven van het huis Nassau. Twee Europese vorstenhuizen: het Nederlandse koningshuis en het Groothertogelijk Huis van Luxemburg, komen uit de lijn van Otto en van Walram, beiden van het Huis Nassau voort.
- Grafkelder van de Friese Nassaus in Leeuwarden
- Grafkelder van Nassau-Bergen in Bergen
- Grafkelder van Nassau-Dillenburg in Dillenburg
- Grafkelder van Nassau-Hadamar in Hadamar
- Grafkelder van Nassau-Idstein in Idstein
- Grafkelder van Nassau-LaLecq in Ouderkerk aan den IJssel
- Grafkelder van Nassau-Siegen in Siegen
- Grafkelder van Nassau-Usingen in Usingen
- Grafkelder van Oranje-Nassau in Delft
- Praalgraf van Engelbrecht I van Nassau in Breda
- Praalgraf van Engelbrecht II van Nassau in Breda
- Praalgraf van Willem van Oranje in Delft

De grafkelder van Oranje-Nassau en het praalgraf van Willem van Oranje bevinden zich allebei in de Nieuwe Kerk in Delft. Het praalgraf is te bezichtigen, de grafkelder is niet toegankelijk. Het praalgraf bevindt zich boven de kelder.